# Puntius partipentazona
Puntius partipentazona (sin. Partipentazona Barb) je slatkovodna tropska riba koja pripada porodici Cyprinidae .
Može se naći u Aziji u tokovima rijeke Mekong, Mae Khlong jezerima u Tajlandu, na Malajskom poluotoku, te u riječnim tokovima na jugoistoku Tajlanda i u Kambodži.
Henry Weed Fowler je 1934. godine po prvi put detaljno opisao ovu vrstu nazvavši je Barbus partipentazona a u znanstvenoj literaturi je često spominjana pod imenom Systomus partipentazona. Zbog svog izgleda često je krivo prepoznata kao Puntius tetrazona.
Ova vrsta ribe obitava u slatkoj vodi čija temperatura se kreće u rasponu od 22 C° do 25 C°. Po veličini ova riba rastom ne prelazi 4 centimetra, hrani se zooplanktonom, larvama kukaca koji polažu iste u vodu te manjim kukcima koji upadnu u vodu u kojoj obitava ova riba.